# Actors Anonymous (película)
Actors Anonymous es una película estadounidense de drama de 2017, dirigida por varios cineastas, entre ellos están Melanie Aitkenhead, Abi Damaris Corbin y Shaun Duffy, escrita por Elizabeth Eccher y Nathan Ellis, está basada en la novela Actors Anonymous de James Franco, musicalizada por Jongnic Bontemps y Nathan Matthew David, en la fotografía estuvo Jon Speyers y los protagonistas son Scott Haze, James Franco y Eric Roberts, entre otros. El filme fue realizado por Elysium Bandini Studios y RabbitBandini Productions; se estrenó el 5 de marzo de 2017.

## Sinopsis
En este largometraje se dan a conocer las vidas de los jóvenes actores de Hollywood, mostrando las vicisitudes, la falsedad y el desamor.